# Českolipský vikariát

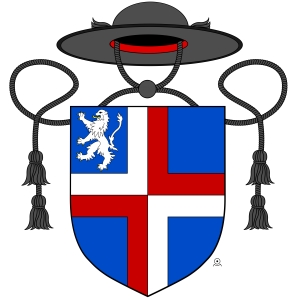
Blason vikariátního znaku
V modrém štítu stříbrně a červeně čtvrcený kříž provázený vpravo nahoře stříbrnou lvicí se zlatou zbrojí. Vše převýšeno černým kněžským kloboukem se dvěma černými střapci. Zvolený symbol odkazuje na sv. Zdislavu, která se provdala do rodu Markvarticů, jejichž znakem byla právě lvice.

Českolipský vikariát se nachází v severních Čechách a je jedním z 10 vikariátů litoměřické diecéze. Je církevní územní správní jednotkou v litoměřické diecézi, která hraničí na jihozápadě s litoměřickým vikariátem a na severozápadě s děčínským vikariátem. Na severu se dotýká s německou hranicí, respektive se Svobodnou zemí Sasko, a z hlediska církevního uspořádání s diecézí drážďansko-míšeňskou. Na severovýchodě hraničí s libereckým vikariátem a na východě má krátkou hranici s turnovským vikariátem. Na jihu a jihovýchodě hraničí s mladoboleslavským vikariátem. Z hlediska územního členění státní správy je českolipský vikariát téměř identický s okresem Česká Lípa.
Vikariát je tvořen 45 farnostmi. V nich se nachází dohromady 47 kostelů a řada větších kaplí, které jsou uvedeny v přehledu. Dále je zde mnoho menších kaplí a kapliček, božích muk, křížů a jiných sakrálních památek, které jsou uvedeny na stránkách pojednávajících o konkrétních farnostech. Přirozeným centrem vikariátu je město Česká Lípa, které mu dalo jméno. Jednotlivé farnosti jsou ve vikariátu sdružené do farních obvodů (kolatur), kdy z důvodu nedostatku kněží má jeden kněz na starosti farností více. Z hlediska státní správy kolatura může připomínat obce s pověřeným obecním úřadem či obce s rozšířenou působností. Okrskovým vikářem českolipského vikariátu je od roku 2010 kanovník svatoštěpánské kapituly Rudolf Repka, který je farářem ve Cvikově a v okolí.
V českolipském vikariátu se nachází řada významných poutních míst. Nejvýznamnější z nich je bazilika svatého Vavřince a svaté Zdislavy v Jablonném v Podještědí. Nachází se v ní hrob sv. Zdislavy z Lemberka, která je patronkou litoměřické diecéze i libereckého kraje. Dále je zda řada mariánských poutních míst. Patří k nim v Horní Polici arciděkanský poutní areál s kostelem Navštívení Panny Marie, dále kostel svatého Bartoloměje a Nanebevzetí Panny Marie v Doksech, kostel Narození Panny Marie v České Lípě a kostel Narození Panny Marie v Kravařích. V Zahrádkách se nachází kostel svaté Barbory, kde je uctíváno Čtrnáct svatých pomocníků k nimž patří i sv. Barbora. Kromě baziliky v Jablonném v Podještědí se v českolipském vikariátu nachází ještě jedna bazilika minor, a to sice bazilika Všech svatých v České Lípě.

## Farnosti českolipského vikariátu
1. Blíževedly
2. Bořejov
3. Brenná
4. Brniště
5. Cvikov
6. Česká Lípa – in urbe
7. Česká Lípa – in suburbio
8. Deštná
9. Dobranov
10. Doksy
11. Dubá
12. Dubnice
13. Holany
14. Horní Libchava
15. Horní Police
16. Horní Prysk
17. Jablonec u Mimoně
18. Jablonné v Podještědí
19. Jestřebí
20. Kamenický Šenov
21. Kravaře u České Lípy
22. Krompach
23. Kruh
24. Kunratice u Cvikova
25. Kuřívody
26. Kvítkov
27. Lindava
28. Mařenice
29. Mimoň
30. Nový Bor
31. Okna
32. Pavlovice
33. Polevsko
34. Prácheň
35. Skalice
36. Sloup v Čechách
37. Slunečná
38. Stráž pod Ralskem
39. Stružnice
40. Stvolínky
41. Svébořice
42. Tuhaň
43. Velenice
44. Volfartice
45. Zákupy

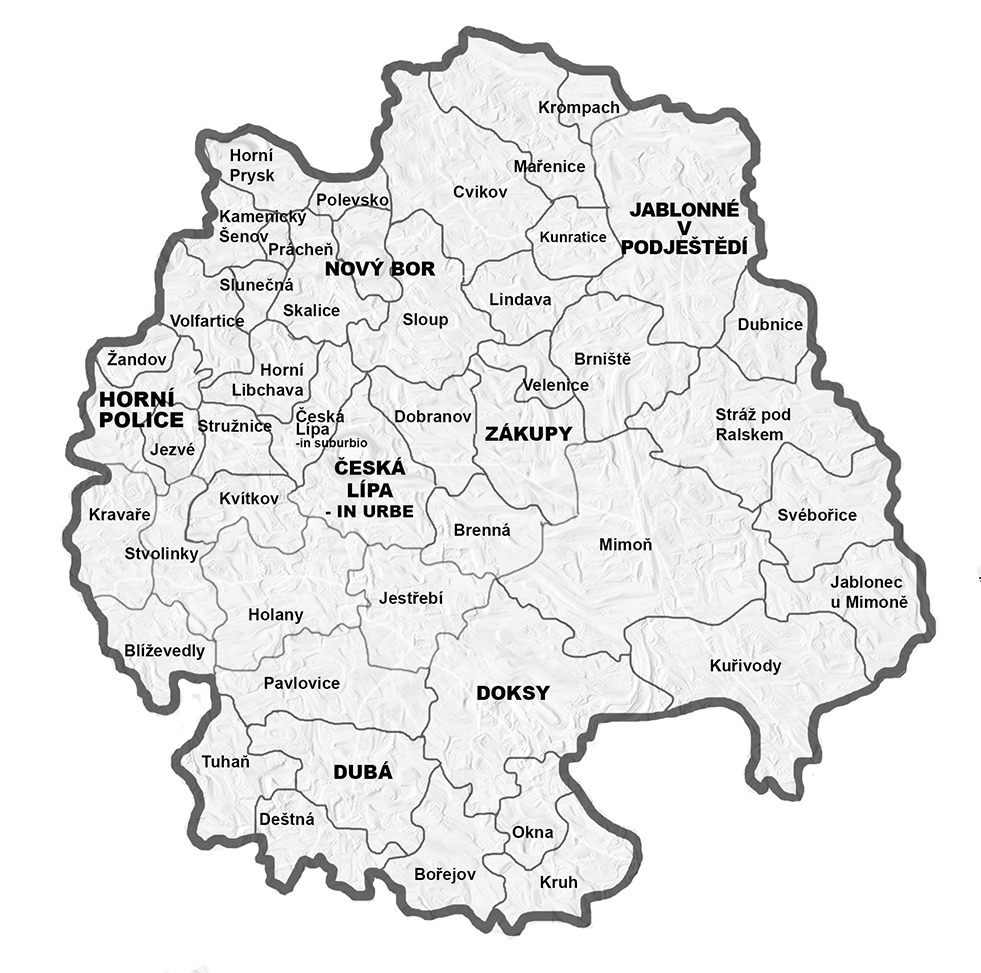

Farnosti zaniklé k 31. 12. 2024 sloučením do farnosti Horní Police: Jezvé a Žandov
| Přehled kostelů a kaplí v českolipském vikariátu | Přehled kostelů a kaplí v českolipském vikariátu    | Přehled kostelů a kaplí v českolipském vikariátu | Přehled kostelů a kaplí v českolipském vikariátu | Přehled kostelů a kaplí v českolipském vikariátu | Přehled kostelů a kaplí v českolipském vikariátu | Přehled kostelů a kaplí v českolipském vikariátu        | Přehled kostelů a kaplí v českolipském vikariátu | Přehled kostelů a kaplí v českolipském vikariátu |
| Fotografie                                       | Patrocinium                                         | Slavnost                                         | Místo                                            | Statut                                           | Farnost                                          | Diecézní katalog                                        | Souřadnice                                       | Č. kulturní památky (Pk, MIS, Sez, Obr)          |
| ------------------------------------------------ | --------------------------------------------------- | ------------------------------------------------ | ------------------------------------------------ | ------------------------------------------------ | ------------------------------------------------ | ------------------------------------------------------- | ------------------------------------------------ | ------------------------------------------------ |
|                                                  | Božího hrobu (Mimoň)                                | Velký pátek a Bílá sobota                        | Mimoň                                            | kaple                                            | Farnost Mimoň                                    | bohoslužby                                              | 50°39′42″ s. š., 14°43′32″ v. d.                 | 29664/5-3145 (Pk•MIS•Sez•Obr•WD)                 |
|                                                  | Božího hrobu (Velenice)                             | Velký pátek a Bílá sobota                        | Velenice                                         | kaple                                            | Farnost Velenice                                 | bohoslužby                                              | 50°43′7″ s. š., 14°40′9″ v. d.                   | 16805/5-3361 (Pk•MIS•Sez•Obr•WD)                 |
|                                                  | Čtrnácti sv. pomocníků (Krompach)                   | dle 14 sv. pomocníků                             | Krompach                                         | farní kostel                                     | Farnost Krompach                                 | bohoslužby                                              | 50°49′40″ s. š., 14°42′3″ v. d.                  | 104517 (Pk•MIS•Sez•Obr•WD)                       |
|                                                  | Loretánská (Česká Lípa)                             |                                                  | Česká Lípa                                       | kaple                                            | Farnost Česká Lípa – in sub.                     | bohoslužby                                              | 50°41′9″ s. š., 14°32′4″ v. d.                   | 23304/5-2777 (Pk•MIS•Sez•Obr•WD)                 |
|                                                  | Nalezení sv. Kříže (Česká Lípa)                     | 14. září                                         | Česká Lípa                                       | farní kostel                                     | Farnost Česká Lípa – in urbe                     | bohoslužby                                              | 50°41′7″ s. š., 14°32′32″ v. d.                  | 29320/5-2774 (Pk•MIS•Sez•Obr•WD)                 |
|                                                  | Nalezení sv. Kříže (Dubá)                           | 14. září                                         | Dubá                                             | farní kostel                                     | Farnost Dubá                                     | bohoslužby                                              | 50°32′22″ s. š., 14°32′17″ v. d.                 | 23583/5-2916 (Pk•MIS•Sez•Obr•WD)                 |
|                                                  | Nanevstoupení Páně (Manušice)                       | ve čtvrtek 7. neděle velikonoční                 | Manušice                                         | kaple                                            | Farnost Horní Libchava                           | bohoslužby                                              | 50°43′2″ s. š., 14°30′36″ v. d.                  | —                                                |
|                                                  | Nanebevzetí Panny Marie (Nový Bor)                  | 15. srpna                                        | Nový Bor                                         | farní kostel                                     | Farnost Nový Bor                                 | bohoslužby                                              | 50°45′32″ s. š., 14°33′25″ v. d.                 | 40789/5-3166 (Pk•MIS•Sez•Obr•WD)                 |
|                                                  | Nanebevzetí Panny Marie (Okna)                      | 15. srpna                                        | Okna                                             | farní kostel                                     | Farnost Okna                                     | bohoslužby                                              | 50°31′42″ s. š., 14°40′17″ v. d.                 | 26601/5-3188 (Pk•MIS•Sez•Obr•WD)                 |
|                                                  | Nanebevzetí Panny Marie (Pavlovice)                 | 15. srpna                                        | Pavlovice                                        | farní kostel                                     | Farnost Pavlovice                                | bohoslužby                                              | 50°35′48″ s. š., 14°32′7″ v. d.                  | 31683/5-3201 (Pk•MIS•Sez•Obr•WD)                 |
|                                                  | Nanebevzetí Panny Marie (Slunečná)                  | 15. srpna                                        | Slunečná                                         | farní kostel                                     | Farnost Slunečná                                 | bohoslužby                                              | 50°44′10″ s. š., 14°28′54″ v. d.                 | —                                                |
|                                                  | Nanebevzetí Panny Marie (Vrchovany)                 | 15. srpna                                        | Vrchovany                                        | kaple                                            | Farnost Dubá                                     | bohoslužby                                              | 50°33′14″ s. š., 14°34′20″ v. d.                 | 25827/5-3393 (Pk•MIS•Sez•Obr•WD)                 |
|                                                  | Narození sv. Jana Křtitele (Trávník)                | 24. června                                       | Trávník                                          | kaple                                            | Farnost Cvikov                                   | bohoslužby                                              | 50°48′6″ s. š., 14°39′8″ v. d.                   | —                                                |
|                                                  | Narození Panny Marie (Česká Lípa)                   | 8. září                                          | Česká Lípa                                       | filiální kostel                                  | Farnost Česká Lípa – in urbe                     | bohoslužby                                              | 50°41′20″ s. š., 14°32′24″ v. d.                 | 18743/5-2776 (Pk•MIS•Sez•Obr•WD)                 |
|                                                  | Narození Panny Marie (Dubnice)                      | 8. září                                          | Dubnice                                          | farní kostel                                     | Farnost Dubnice                                  | bohoslužby                                              | 50°43′35″ s. š., 14°48′26″ v. d.                 | 24601/5-2935 (Pk•MIS•Sez•Obr•WD)                 |
|                                                  | Narození Panny Marie (Kravaře)                      | 8. září                                          | Kravaře                                          | farní kostel                                     | Farnost Kravaře u České Lípy                     | bohoslužby                                              | 50°37′57″ s. š., 14°23′40″ v. d.                 | 33634/5-3054 (Pk•MIS•Sez•Obr•WD)                 |
|                                                  | Navštívení Panny Marie (Horní Police)               | 31. května                                       | Horní Police                                     | farní kostel                                     | Farnost Horní Police                             | bohoslužby                                              | 50°42′14″ s. š., 14°24′4″ v. d.                  | 14207/5-2975 (Pk•MIS•Sez•Obr•WD)                 |
|                                                  | Navštívení Panny Marie (Chotovice)                  | 31. května                                       | Chotovice                                        | kaple                                            | Farnost Skalice                                  | bohoslužby                                              | 50°44′23″ s. š., 14°33′34″ v. d.                 | 18995/5-2996 (Pk•MIS•Sez•Obr•WD)                 |
|                                                  | Navštívení Panny Marie (Svitava)                    | 31. května                                       | Svitava                                          | kaple                                            | Farnost Sloup v Čechách                          | bohoslužby                                              | 50°43′54″ s. š., 14°38′2″ v. d.                  | —                                                |
|                                                  | Navštívení Panny Marie (Velký Grunov)               | 31. května                                       | Velký Grunov                                     | kaple                                            | Farnost Brniště                                  | bohoslužby                                              | 50°42′7″ s. š., 14°42′40″ v. d.                  | 18958/5-3372 (Pk•MIS•Sez•Obr•WD)                 |
|                                                  | Nejsvětější Trojice (Borek)                         | první neděle po letnicích                        | Borek                                            | kaple                                            | Farnost Holany                                   | bohoslužby                                              | 50°37′5″ s. š., 14°31′52″ v. d.                  | —                                                |
|                                                  | Nejsvětější Trojice (Častolovice)                   | první neděle po letnicích                        | Častolovice                                      | kaple                                            | Farnost Česká Lípa – in sub.                     | bohoslužby                                              | 50°43′0″ s. š., 14°31′45″ v. d.                  | —                                                |
|                                                  | Nejsvětější Trojice (Česká Lípa)                    | první neděle po letnicích                        | Česká Lípa                                       | kaple (býv.klášter)                              | Farnost Česká Lípa – in sub.                     | bohoslužby                                              | 50°41′9″ s. š., 14°32′4″ v. d.                   | 23304/5-2777 (Pk•MIS•Sez•Obr•WD)                 |
|                                                  | Nejsvětější Trojice (Hostíkovice)                   | první neděle po letnicích                        | Hostíkovice                                      | filiální kostel                                  | Farnost Holany                                   | bohoslužby                                              | 50°37′56″ s. š., 14°28′18″ v. d.                 | 13995/5-2962 (Pk•MIS•Sez•Obr•WD)                 |
|                                                  | Nejsvětější Trojice (Luhov)                         | první neděle po letnicích                        | Luhov                                            | kaple                                            | Farnost Brniště                                  | bohoslužby                                              | 50°42′49″ s. š., 14°44′16″ v. d.                 | —                                                |
|                                                  | Nejsvětější Trojice (Noviny pod Ralskem)            | první neděle po letnicích                        | Noviny pod Ralskem                               | kaple                                            | Farnost Stráž pod Ralskem                        | bohoslužby                                              | 50°41′32″ s. š., 14°44′51″ v. d.                 | 23055/5-3160 (Pk•MIS•Sez•Obr•WD)                 |
|                                                  | Nejsvětější Trojice (Petrovice)                     | první neděle po letnicích                        | Petrovice                                        | filiální kostel                                  | Farnost Jablonné v Podještědí                    | bohoslužby                                              | 50°48′31″ s. š., 14°46′3″ v. d.                  | 22678/5-3206 (Pk•MIS•Sez•Obr•WD)                 |
|                                                  | Nejsvětější Trojice (Polevsko)                      | první neděle po letnicích                        | Polevsko                                         | farní kostel                                     | Farnost Polevsko                                 | bohoslužby                                              | 50°47′11″ s. š., 14°31′45″ v. d.                 | 16876/5-3217 (Pk•MIS•Sez•Obr•WD)                 |
|                                                  | Nejsvětější Trojice (Svor)                          | první neděle po letnicích                        | Svor                                             | kaple                                            | Farnost Cvikov                                   | bohoslužby                                              | 50°47′34″ s. š., 14°35′31″ v. d.                 | 26393/5-3328 (Pk•MIS•Sez•Obr•WD)                 |
|                                                  | Nejsvětější Trojice (Velenice)                      | první neděle po letnicích                        | Velenice                                         | farní kostel                                     | Farnost Velenice                                 | bohoslužby                                              | 50°43′8″ s. š., 14°39′49″ v. d.                  | 26143/5-3355 (Pk•MIS•Sez•Obr•WD)                 |
|                                                  | Nejsvětější Trojice (Vranov)                        | první neděle po letnicích                        | Vranov                                           | kaple                                            | Farnost Mimoň                                    | bohoslužby                                              | 50°39′53″ s. š., 14°45′0″ v. d.                  | —                                                |
|                                                  | Nejsvětější Trojice (Žďár)                          | první neděle po letnicích                        | Žďár                                             | kaple                                            | Farnost Kruh                                     | bohoslužby                                              | 50°30′13″ s. š., 14°40′35″ v. d.                 | 23175/5-3478 (Pk•MIS•Sez•Obr•WD)                 |
|                                                  | Neposkvrněného početí Panny Marie (Lada)            | 8. prosince                                      | Lada                                             | kaple                                            | Farnost Česká Lípa – in sub.                     |                                                         | 50°42′30″ s. š., 14°32′23″ v. d.                 | 34462/5-2820 (Pk•MIS•Sez•Obr•WD)                 |
|                                                  | Panny Marie (Šidlov)                                | 1. ledna                                         | Šidlov                                           | kaple                                            | Farnost Zákupy                                   |                                                         | 50°42′52″ s. š., 14°37′12″ v. d.                 | —                                                |
|                                                  | Panny Marie Lurdské (Modlivý důl)                   | 11. února                                        | Modlivý důl                                      | kaple                                            | Farnost Sloup v Čechách                          |                                                         | 50°43′35″ s. š., 14°36′16″ v. d.                 | 27918/5-3320 (Pk•MIS•Sez•Obr•WD)                 |
|                                                  | Panny Marie Pomocnice křesťanů (Hamr na Jezeře)     | 24. května                                       | Hamr na Jezeře                                   | kaple                                            | Farnost Stráž pod Ralskem                        | bohoslužby                                              | 50°42′13″ s. š., 14°50′21″ v. d.                 | 25504/5-2942 (Pk•MIS•Sez•Obr•WD)                 |
|                                                  | Panny Marie Pomocné (Kravaře)                       | 24. května                                       | Kravaře                                          | kaple                                            | Farnost Kravaře u České Lípy                     | bohoslužby                                              | 50°37′57″ s. š., 14°23′41″ v. d.                 | 33634/5-3054 (Pk•MIS•Sez•Obr•WD)                 |
|                                                  | Panny Marie Pomocné (Újezd)                         | 24. května                                       | Újezd                                            | kaple                                            | Farnost Jestřebí                                 | bohoslužby                                              | 50°36′6″ s. š., 14°34′2″ v. d.                   | 27943/5-3203 (Pk•MIS•Sez•Obr•WD)                 |
|                                                  | Panny Marie Sněžné (Pihel)                          | 5. srpna                                         | Pihel                                            | kaple                                            | Farnost Sloup v Čechách                          | bohoslužby                                              | 50°43′44″ s. š., 14°32′48″ v. d.                 | —                                                |
|                                                  | Povýšení sv. Kříže (Kunratice)                      | 14. září                                         | Kunratice u Cvikova                              | farní kostel                                     | Farnost Kunratice u Cvikova                      | bohoslužby                                              | 50°46′3″ s. š., 14°40′41″ v. d.                  | 23207/5-3080 (Pk•MIS•Sez•Obr•WD)                 |
|                                                  | Povýšení sv. Kříže (Mistrovice)                     | 14. září                                         | Mistrovice                                       | filiální kostel                                  | Farnost Volfartice                               | bohoslužby                                              | 50°45′32″ s. š., 14°26′ v. d.                    | 50966/5-5896 (Pk•MIS•Sez•Obr•WD)                 |
|                                                  | Seslání Ducha svatého (Lvová)                       | letnice                                          | Lvová                                            | kaple (zámecká)                                  | Farnost Jablonné v Podještědí                    | bohoslužby                                              | 50°46′39″ s. š., 14°47′16″ v. d.                 | 26892/5-3101 (Pk•MIS•Sez•Obr•WD)                 |
|                                                  | Svatých schodů (Česká Lípa)                         |                                                  | Česká Lípa                                       | kaple                                            | Farnost Česká Lípa – in sub.                     | bohoslužby                                              | 50°41′9″ s. š., 14°32′4″ v. d.                   | 23304/5-2777 (Pk•MIS•Sez•Obr•WD)                 |
|                                                  | sv. Alžběty Uherské (Cvikov)                        | 17. listopadu                                    | Cvikov                                           | farní kostel                                     | Farnost Cvikov                                   | bohoslužby                                              | 50°46′32″ s. š., 14°37′54″ v. d.                 | 44721/5-4522 (Pk•MIS•Sez•Obr•WD)                 |
|                                                  | sv. Anny (Skalice u Č.L.)                           | 26. července                                     | Skalice u České Lípy                             | farní kostel                                     | Farnost Skalice                                  | bohoslužby                                              | 50°44′38″ s. š., 14°31′43″ v. d.                 | 35304/5-3237 (Pk•MIS•Sez•Obr•WD)                 |
|                                                  | sv. Anny (Vítkov)                                   | 26. července                                     | Vítkov                                           | kaple                                            | Farnost Dobranov                                 | bohoslužby                                              | 50°40′13″ s. š., 14°36′30″ v. d.                 | —                                                |
|                                                  | sv. Anny (Zákupy)                                   | 26. července                                     | Zákupy                                           | kaple                                            | Farnost Zákupy                                   | bohoslužby                                              | 50°41′1″ s. š., 14°38′52″ v. d.                  | 27967/5-3437 (Pk•MIS•Sez•Obr•WD)                 |
|                                                  | sv. Antonína Pad. (Heřmanice)                       | 13. června                                       | Heřmanice                                        | filiální kostel                                  | Farnost Jablonné v Podještědí                    | bohoslužby                                              | 50°47′34″ s. š., 14°43′39″ v. d.                 | 101494 (Pk•MIS•Sez•Obr•WD)                       |
|                                                  | sv. Antonína Pad. (Radvanec)                        | 13. června                                       | Radvanec                                         | kaple                                            | Farnost Sloup v Čechách                          | bohoslužby                                              | 50°45′13″ s. š., 14°35′32″ v. d.                 | —                                                |
|                                                  | sv. Antonína Pad. (Žizníkov)                        | 13. června                                       | Žizníkov                                         | kaple                                            | Farnost Česká Lípa – in urbe                     | bohoslužby                                              | 50°40′39″ s. š., 14°34′52″ v. d.                 | —                                                |
|                                                  | sv. Barbory (Zahrádky)                              | 4. prosince                                      | Zahrádky                                         | filiální kostel                                  | Farnost Holany                                   | bohoslužby                                              | 50°37′30″ s. š., 14°31′47″ v. d.                 | 45588/5-3406 (Pk•MIS•Sez•Obr•WD)                 |
|                                                  | sv. Bartoloměje (Žandov)                            | 24. srpna                                        | Žandov                                           | filiální kostel                                  | Farnost Horní Police                             | bohoslužby                                              | 50°42′54″ s. š., 14°23′49″ v. d.                 | 18625/5-3460 (Pk•MIS•Sez•Obr•WD)                 |
|                                                  | sv. Bartoloměje a P. Marie Montserratské (Doksy)    | 24. srpna                                        | Doksy                                            | farní kostel                                     | Farnost Doksy                                    | bohoslužby                                              | 50°33′49″ s. š., 14°39′23″ v. d.                 | 27861/5-2877 (Pk•MIS•Sez•Obr•WD)                 |
|                                                  | sv. Fabiána a Šebestiána (Zákupy)                   | 20. ledna                                        | Zákupy                                           | farní kostel                                     | Farnost Zákupy                                   | bohoslužby                                              | 50°40′58″ s. š., 14°38′47″ v. d.                 | 46904/5-3434 (Pk•MIS•Sez•Obr•WD)                 |
|                                                  | sv. Františka z Assisi (Zákupy)                     | 4. října                                         | Zákupy                                           | kaple (zámecká)                                  | Farnost Zákupy                                   | bohoslužby                                              | 50°41′15″ s. š., 14°38′37″ v. d.                 | 29607/5-3448 (Pk•MIS•Sez•Obr•WD)                 |
|                                                  | sv. Františka z Assisi (Zákupy)                     | 4. října                                         | Zákupy                                           | kostel (klášterní)                               | Farnost Zákupy                                   |                                                         | 50°41′17″ s. š., 14°38′52″ v. d.                 | 14769/5-3440 (Pk•MIS•Sez•Obr•WD)                 |
|                                                  | sv. Havla (Kuřívody)                                | 16. října                                        | Kuřívody                                         | farní kostel                                     | Farnost Kuřívody                                 | bohoslužby                                              | 50°35′6″ s. š., 14°48′14″ v. d.                  | 32967/5-3488 (Pk•MIS•Sez•Obr•WD)                 |
|                                                  | sv. Havla (Tuhaň)                                   | 16. října                                        | Tuhaň                                            | farní kostel                                     | Farnost Tuhaň                                    | bohoslužby                                              | 50°32′13″ s. š., 14°28′10″ v. d.                 | 16185/5-3337 (Pk•MIS•Sez•Obr•WD)                 |
|                                                  | sv. Jakuba Staršího (Hvězda)                        | 25. července                                     | Hvězda                                           | kaple                                            | Farnost Stvolínky                                | bohoslužby                                              | 50°36′9″ s. š., 14°26′24″ v. d.                  | —                                                |
|                                                  | sv. Jakuba Staršího (Bořejov)                       | 25. července                                     | Bořejov                                          | farní kostel                                     | Farnost Bořejov                                  | bohoslužby                                              | 50°30′33″ s. š., 14°37′8″ v. d.                  | 41622/5-3484 (Pk•MIS•Sez•Obr•WD)                 |
|                                                  | sv. Jakuba Staršího (Horní Libchava)                | 25. července                                     | Horní Libchava                                   | farní kostel                                     | Farnost Horní Libchava                           | bohoslužby                                              | 50°42′47″ s. š., 14°29′37″ v. d.                 | 35274/5-2971 (Pk•MIS•Sez•Obr•WD)                 |
|                                                  | sv. Jakuba Staršího (Kvítkov)                       | 25. července                                     | Kvítkov                                          | farní kostel                                     | Farnost Kvítkov                                  | bohoslužby                                              | 50°39′15″ s. š., 14°29′19″ v. d.                 | 31748/5-3082 (Pk•MIS•Sez•Obr•WD)                 |
|                                                  | sv. Jana Křtitele (Brenná)                          | 24. června                                       | Brenná                                           | farní kostel                                     | Farnost Brenná                                   | bohoslužby                                              | 50°39′23″ s. š., 14°38′21″ v. d.                 | 31091/5-2856 (Pk•MIS•Sez•Obr•WD)                 |
|                                                  | sv. Jana Křtitele (Kamenický Šenov)                 | 24. června                                       | Kamenický Šenov                                  | farní kostel                                     | Farnost Kamenický Šenov                          | bohoslužby                                              | 50°46′38″ s. š., 14°28′8″ v. d.                  | 25406/5-3034 (Pk•MIS•Sez•Obr•WD)                 |
|                                                  | sv. Jana Nepomuckého (Dražejov)                     | 16. května                                       | Dražejov                                         | kaple                                            | Farnost Deštná                                   | bohoslužby                                              | 50°30′37″ s. š., 14°32′53″ v. d.                 | 32856/5-2923 (Pk•MIS•Sez•Obr•WD)                 |
|                                                  | sv. Jana Nepomuckého (Pavličky)                     | 16. května                                       | Pavličky                                         | kaple                                            | Farnost Tuhaň                                    | bohoslužby                                              | 50°32′39″ s. š., 14°29′28″ v. d.                 | 35263/5-3348 (Pk•MIS•Sez•Obr•WD)                 |
|                                                  | sv. Jana Nepomuckého (Sloup v Čechách)              | 16. května                                       | Sloup v Čechách                                  | kaple                                            | Farnost Sloup v Čechách                          | bohoslužby                                              | 50°44′12″ s. š., 14°35′22″ v. d.                 | 14348/5-3261 (Pk•MIS•Sez•Obr•WD)                 |
|                                                  | sv. Jana Nepomuckého (Velký Valtinov)               | 16. května                                       | Velký Valtinov                                   | filiální kostel                                  | Farnost Jablonné v Podještědí                    | bohoslužby                                              | 50°44′37″ s. š., 14°44′8″ v. d.                  | 34513/5-3379 (Pk•MIS•Sez•Obr•WD)                 |
|                                                  | sv. Jana a Pavla (Božíkov)                          | 26. června                                       | Božíkov                                          | kaple (hřbitovní)                                | Farnost Zákupy                                   |                                                         |                                                  | —                                                |
|                                                  | sv. Jiljí (Boreček)                                 | 1. září                                          | Boreček                                          | kaple                                            | Farnost Mimoň                                    | bohoslužby                                              |                                                  | —                                                |
|                                                  | sv. Jiří (Dobranov)                                 | 24. dubna                                        | Dobranov                                         | farní kostel                                     | Farnost Dobranov                                 | bohoslužby                                              | 50°41′5″ s. š., 14°35′57″ v. d.                  | 42112/5-2873 (Pk•MIS•Sez•Obr•WD)                 |
|                                                  | sv. Jiří (Chlum)                                    | 24. dubna                                        | Chlum                                            | filiální kostel                                  | Farnost Pavlovice                                | bohoslužby                                              | 50°34′39″ s. š., 14°33′45″ v. d.                 | 20434/5-2987 (Pk•MIS•Sez•Obr•WD)                 |
|                                                  | sv. Josefa (Bukovany)                               | 19. března                                       | Bukovany                                         | kaple                                            | Farnost Sloup v Čechách                          | bohoslužby                                              | 50°42′58″ s. š., 14°34′30″ v. d.                 | 15355/5-2867 (Pk•MIS•Sez•Obr•WD)                 |
|                                                  | sv. Josefa (Okřešice)                               | 19. března                                       | Okřešice                                         | kaple                                            | Farnost Česká Lípa – in urbe                     | bohoslužby                                              | 50°39′26″ s. š., 14°33′26″ v. d.                 | —                                                |
|                                                  | sv. Josefa (Velenice)                               | 19. března                                       | Velenice                                         | kaple                                            | Farnost Velenice                                 | bohoslužby                                              | 50°42′36″ s. š., 14°39′33″ v. d.                 | 16366/5-3356 (Pk•MIS•Sez•Obr•WD)                 |
|                                                  | sv. Josefa (Zákupy)                                 | 19. března                                       | Zákupy                                           | kaple                                            | Farnost Zákupy                                   | bohoslužby Archivováno 13. 12. 2014 na Wayback Machine. | 50°41′13″ s. š., 14°39′52″ v. d.                 | —                                                |
|                                                  | sv. Josefa Kalasanského (Lasvice)                   | 25. srpna                                        | Lasvice                                          | kaple                                            | Farnost Zákupy                                   |                                                         | 50°42′34″ s. š., 14°38′10″ v. d.                 | —                                                |
|                                                  | sv. Justina (Stvolínky)                             | 1. června                                        | Stvolínky                                        | kaple (hřbitovní)                                | Farnost Stvolínky                                | bohoslužby                                              | 50°37′43″ s. š., 14°25′50″ v. d.                 | 26790/5-3314 (Pk•MIS•Sez•Obr•WD)                 |
|                                                  | sv. Kateřiny Alexandrijské (Sloup v Čechách)        | 25. listopadu                                    | Sloup v Čechách                                  | farní kostel                                     | Farnost Sloup v Čechách                          | bohoslužby                                              | 50°44′20″ s. š., 14°35′20″ v. d.                 | 37403/5-3258 (Pk•MIS•Sez•Obr•WD)                 |
|                                                  | sv. Kříže (Doksy)                                   | 14. září                                         | Doksy                                            | kaple (zámecká zruš.)                            | Farnost Doksy                                    |                                                         |                                                  | —                                                |
|                                                  | sv. Máří Magdaleny (Česká Lípa)                     | 22. července                                     | Česká Lípa                                       | filiální kostel                                  | Farnost Česká Lípa – in urbe                     | bohoslužby                                              | 50°40′58″ s. š., 14°32′11″ v. d.                 | 33485/5-2775 (Pk•MIS•Sez•Obr•WD)                 |
|                                                  | sv. Máří Magdaleny (Holany)                         | 22. července                                     | Holany                                           | farní kostel                                     | Farnost Holany                                   | bohoslužby                                              | 50°37′5″ s. š., 14°29′34″ v. d.                  | 47143/5-2951 (Pk•MIS•Sez•Obr•WD)                 |
|                                                  | sv. Máří Magdaleny (Chomouty)                       | 22. července                                     | Chomouty                                         | kaple                                            | Farnost Sloup v Čechách                          | bohoslužby                                              | 50°43′45″ s. š., 14°34′23″ v. d.                 | 23206/5-2869 (Pk•MIS•Sez•Obr•WD)                 |
|                                                  | sv. Máří Magdaleny (Mařenice)                       | 22. července                                     | Mařenice                                         | farní kostel                                     | Farnost Mařenice                                 | bohoslužby                                              | 50°48′27″ s. š., 14°40′46″ v. d.                 | 46605/5-3124 (Pk•MIS•Sez•Obr•WD)                 |
|                                                  | sv. Mikuláše (Brniště)                              | 6. prosince                                      | Brniště                                          | farní kostel                                     | Farnost Brniště                                  | bohoslužby                                              | 50°43′19″ s. š., 14°42′28″ v. d.                 | 31102/5-2858 (Pk•MIS•Sez•Obr•WD)                 |
|                                                  | sv. Mikuláše (Drchlava)                             | 6. prosince                                      | Drchlava                                         | filiální kostel                                  | Farnost Pavlovice                                | bohoslužby                                              | 50°34′40″ s. š., 14°31′32″ v. d.                 | 100917 (Pk•MIS•Sez•Obr•WD)                       |
|                                                  | sv. Ondřeje (Jestřebí)                              | 30. listopadu                                    | Jestřebí                                         | farní kostel                                     | Farnost Jestřebí                                 | bohoslužby                                              | 50°36′30″ s. š., 14°35′2″ v. d.                  | 17883/5-3025 (Pk•MIS•Sez•Obr•WD)                 |
|                                                  | sv. Petra a Pavla (Horní Prysk)                     | 29. června                                       | Horní Prysk                                      | farní kostel                                     | Farnost Horní Prysk                              | bohoslužby                                              | 50°47′27″ s. š., 14°29′38″ v. d.                 | 33009/5-3233 (Pk•MIS•Sez•Obr•WD)                 |
|                                                  | sv. Petra a Pavla (Lindava)                         | 29. června                                       | Lindava                                          | farní kostel                                     | Farnost Lindava                                  | bohoslužby                                              | 50°44′56″ s. š., 14°39′30″ v. d.                 | 38114/5-3087 (Pk•MIS•Sez•Obr•WD)                 |
|                                                  | sv. Petra a Pavla (Mimoň)                           | 29. června                                       | Mimoň                                            | farní kostel                                     | Farnost Mimoň                                    | bohoslužby                                              | 50°39′18″ s. š., 14°43′27″ v. d.                 | 19644/5-3146 (Pk•MIS•Sez•Obr•WD)                 |
|                                                  | sv. Petra a Pavla (Volfartice)                      | 29. června                                       | Volfartice                                       | farní kostel                                     | Farnost Volfartice                               | bohoslužby                                              | 50°44′10″ s. š., 14°28′54″ v. d.                 | 17439/5-3388 (Pk•MIS•Sez•Obr•WD)                 |
|                                                  | sv. Prokopa (Pertoltice pod Ralskem)                | 4. července                                      | Pertoltice pod Ralskem                           | kaple                                            | Farnost Mimoň                                    | bohoslužby                                              | 50°40′46″ s. š., 14°28′47″ v. d.                 | —                                                |
|                                                  | sv. Prokopa (Provodín)                              | 4. července                                      | Provodín                                         | kaple                                            | Farnost Jestřebí                                 | bohoslužby                                              | 50°37′30″ s. š., 14°35′45″ v. d.                 | —                                                |
|                                                  | Svaté rodiny (Okrouhlá)                             | neděle v oktávu Narození Páně                    | Okrouhlá                                         | kaple                                            | Farnost Skalice                                  | bohoslužby                                              | 50°45′56″ s. š., 14°31′38″ v. d.                 | —                                                |
|                                                  | Kaple Panny Marie Sněžné                            | 5. srpna                                         | Okrouhlá                                         | kaple                                            | Farnost Skalice                                  | bohoslužby                                              | 50°46′ s. š., 14°31′19″ v. d.                    | 37906/5-3191 (Pk•MIS•Sez•Obr•WD)                 |
|                                                  | sv. Václava (Blíževedly)                            | 28. září                                         | Blíževedly                                       | farní kostel                                     | Farnost Blíževedly                               | bohoslužby                                              | 50°36′35″ s. š., 14°23′58″ v. d.                 | 16721/5-2840 (Pk•MIS•Sez•Obr•WD)                 |
|                                                  | sv. Václava (Deštná)                                | 28. září                                         | Deštná                                           | farní kostel                                     | Farnost Deštná                                   | bohoslužby                                              | 50°31′19″ s. š., 14°30′58″ v. d.                 | 46572/5-3427 (Pk•MIS•Sez•Obr•WD)                 |
|                                                  | sv. Václava (Svojkov)                               | 28. září                                         | Svojkov                                          | kaple                                            | Farnost Sloup v Čechách                          | bohoslužby                                              | 50°43′10″ s. š., 14°35′55″ v. d.                 | 34059/5-3321 (Pk•MIS•Sez•Obr•WD)                 |
|                                                  | sv. Vavřince (Jezvé)                                | 10. srpna                                        | Jezvé                                            | filiální kostel                                  | Farnost Horní Police                             | bohoslužby                                              | 50°41′56″ s. š., 14°25′53″ v. d.                 | 18009/5-3302 (Pk•MIS•Sez•Obr•WD)                 |
|                                                  | sv. Vavřince (Prácheň)                              | 10. srpna                                        | Prácheň                                          | farní kostel                                     | Farnost Prácheň                                  | bohoslužby                                              | 50°46′9″ s. š., 14°29′22″ v. d.                  | 102774 (Pk•MIS•Sez•Obr•WD)                       |
|                                                  | sv. Vavřince a sv. Zdislavy (Jablonné v Podještědí) | 10. srpna                                        | Jablonné v Podještědí                            | bazilika minor                                   | Farnost Jablonné v Podještědí                    | bohoslužby                                              | 50°45′56″ s. š., 14°45′44″ v. d.                 | 23458/5-2997 (Pk•MIS•Sez•Obr•WD)                 |
|                                                  | sv. Vojtěcha (Kruh)                                 | 23. dubna                                        | Kruh                                             | farní kostel                                     | Farnost Kruh                                     | bohoslužby                                              | 50°29′55″ s. š., 14°39′43″ v. d.                 | 40704/5-3079 (Pk•MIS•Sez•Obr•WD)                 |
|                                                  | sv. Wolfganga (Jablonné v Podještědí)               | 31. října                                        | Jablonné v Podještědí                            | kaple                                            | Farnost Jablonné v Podještědí                    | bohoslužby                                              | 50°46′5″ s. š., 14°45′53″ v. d.                  | 46468/5-2998 (Pk•MIS•Sez•Obr•WD)                 |
|                                                  | Kaple Nejsvětější Trojice (Lemberk)                 | první neděle po letnicích                        | Lvová                                            | kaple (hřbitovní)                                | Farnost Jablonné v Podještědí                    | bohoslužby                                              |                                                  | —                                                |
|                                                  | sv. Zikmunda (Stráž pod Ralskem)                    | 1. května                                        | Stráž pod Ralskem                                | farní kostel                                     | Farnost Stráž pod Ralskem                        | bohoslužby                                              | 50°42′7″ s. š., 14°48′ v. d.                     | 19020/5-3295 (Pk•MIS•Sez•Obr•WD)                 |
|                                                  | Všech svatých (Česká Lípa)                          | 1. listopadu                                     | Česká Lípa                                       | bazilika minor                                   | Farnost Česká Lípa – in sub.                     | bohoslužby                                              | 50°41′10″ s. š., 14°32′5″ v. d.                  | 23304/5-2777 (Pk•MIS•Sez•Obr•WD)                 |
|                                                  | Všech svatých (Stvolínky)                           | 1. listopadu                                     | Stvolínky                                        | farní kostel                                     | Farnost Stvolínky                                | bohoslužby                                              | 50°37′54″ s. š., 14°25′42″ v. d.                 | 16242/5-3312 (Pk•MIS•Sez•Obr•WD)                 |
|                                                  | Kaple (Heřmaničky)                                  | zasvěcení neznámé                                | Heřmaničky                                       | kaple                                            | Farnost Brenná                                   |                                                         | 50°39′45″ s. š., 14°36′44″ v. d.                 | —                                                |
|                                                  | Kaple (Nové Zákupy)                                 | zasvěcení neznámé                                | Nové Zákupy                                      | kaple (dom.důch.)                                | Farnost Zákupy                                   |                                                         |                                                  | —                                                |
|                                                  | Kaple (Tachov)                                      | zasvěcení neznámé                                | Tachov                                           | kaple                                            | Farnost Doksy                                    |                                                         | 50°32′35″ s. š., 14°38′10″ v. d.                 | 12207/5-5456 (Pk•MIS•Sez•Obr•WD)                 |
|                                                  | Kaple (Útěchovice)                                  | zasvěcení neznámé                                | Útěchovice                                       | kaple                                            | Farnost Stráž pod Ralskem                        | bohoslužby                                              | 50°42′35″ s. š., 14°50′27″ v. d.                 | —                                                |

## Farní obvody českolipského vikariátu
Farnosti jsou z důvodu efektivity duchovní správy spojeny do farních obvodů (kolatur). Některé farnosti mohou mít správce dva. Jednoho, který má na starosti materiální záležitosti (in materialibus); a druhého, který vykonává duchovní službu (in spiritualibus). Upřesňující údaje v kolonce správce se vztahují k obsazené farnosti. Farnosti mají osoby pověřené různými funkcemi uvedené na svých stránkách či v diecézním katalogu.
| Farnosti                                | Farnosti                                                                                           | Farnosti | Farnosti                                                        |
| Farnosti s trvalou residencí duchovního | Farnosti spravované excurrendo                                                                     | Správce | Web a facebook farní kolatury                                   |
| --------------------------------------- | -------------------------------------------------------------------------------------------------- | --- | --------------------------------------------------------------- |
|                                         | Bořejov • Doksy – děkanství • Kruh • Okna                                                          | R.D. Mgr. Kamil Škoda, farář | Web farnosti Bělá pod Bezdězem farnosti Bělá pod Bezdězem       |
| Zákupy – děkanství                      | Brenná • Velenice                                                                                  | R.D. Mgr. Grzegorz Wolański, děkan | Web farnosti – děkanství Zákupy                                 |
| Mimoň                                   | Brniště • Dubnice • Jablonec u Mimoně • Kuřívody • Stráž pod Ralskem • Svébořice                   | P. Richard Cenker, SVD, admin. |                                                                 |
| Cvikov                                  | Krompach • Kunratice u Cvikova • Lindava                                                           | J.M. can. Mgr. Rudolf Repka, farář | Web farnosti Cvikov farnosti Cvikov                             |
| Česká Lípa – děkanství – in urbe        | Česká Lípa – in suburbio • Dobranov • Horní Libchava • Kvítkov • Slunečná • Stružnice • Volfartice | J.M. can. Mgr. Viliam Matějka, děkan | Web farnosti – děkanství Česká Lípa – in urbe                   |
| Dubá – děkanství                        | Blíževedly • Deštná • Holany • Jestřebí • Kravaře u České Lípy • Pavlovice • Stvolínky • Tuhaň     | Mgr. Milan Mordačik in materialibus J.M. can. Mgr. Rudolf Repka, in spiritualibus | Web farnosti – děkanství Dubá                                   |
|                                         | Horní Police – arciděkanství • Jezvé • Žandov                                                      | P. ThLic. Ing. Stanislav Přibyl, Th.D., CSsR, admin. exc. | Web farnosti – arciděkanství Horní Police farnosti Horní Police |
|                                         | Horní Prysk                                                                                        | P. Vojtěch Suchý SJ in spiritualibus Mgr. Marcel Hrubý in materialibus | Web farnosti Srbská Kamenice farnosti Srbská Kamenice           |
|                                         | Mařenice                                                                                           | J.M. can. Mgr. Rudolf Repka in spiritualibus Mgr. Marcel Hrubý in materialibus | Web farnosti Srbská Kamenice farnosti Srbská Kamenice           |
| Jablonné v Podještědí – děkanství       | | P. Mgr. Pavel Maria Eduard Mayer, OP, děkan, strážce hrobu svaté Zdislavy, rektor baziliky P. Angelik Zdeněk Mička, OP, farní vikář P. PhDr. ThLic. Štěpán Maria Martin Filip, Th.D., OP, farní vikář | Web farnosti – děkanství Jablonné v Podještědí                  |
| Nový Bor – děkanství                    | Kamenický Šenov • Prácheň                                                                          | R.D. Ing. Pavel Morávek in spiritualibus Mgr. Vladimír Šuda in materialibus | Web farnosti – děkanství Nový Bor                               |
| Nový Bor – děkanství                    | Polevsko • Skalice • Sloup v Čechách                                                               | R.D. Ing. Pavel Morávek, děkan | Web farnosti – děkanství Nový Bor                               |
| Charita Česká republika                 | | |                                                                 |
| Charita Česká Lípa                      | duchovní správa Česká Lípa                                                                         | Eva Ortová, ředitelka | Web Farní charita Česká Lípa Farní charita Česká Lípa           |

## Českolipští okrskoví vikáři
- 1758–1764 Jan František Bautsch
- od 60. let 20. století Josef Červenka
- 1. června 1970 – asi září 1972 Václav Červinka
- do roku 2010 P. Josef Pavlas SDB
- od roku 2010 J.M. can. Mgr. Rudolf Repka